# HD 80606 b
HD 80606 b는 큰곰자리 방향으로 지구로부터 약 190광년 떨어진 곳에 있는 슈퍼 목성이다. 2001년 4월 마이클 메이어, 디디에 퀠로즈 연구진이 발견했다. 어머니 항성은 HD 80606이다. 최소 질량은 목성의 대략 4배로 가스 행성으로 부를 수 있다. 이 행성은 항성 앞과 우리 시야 사이를 지나가면서 별의 빛을 일정량 가린다. 이렇게 통과 현상을 보이는 행성은 궤도경사각과 반지름을 정확히 알 수 있다. 구체적인 반지름은 대략 14만 7,100 킬로미터로 목성보다 근소하게 크다.
HD 80606 b는 지금까지 알려진 외계 행성들 중에서도 궤도의 찌그러짐(이심률)이 가장 극심하다. 그 수치는 약 0.9336으로 모양만 보면 우리 태양계의 핼리 혜성과 비슷할 정도이다. 행성궤도 이심화(離心化)는 코자이 기구의 결과로, 이는 행성 궤도가 쌍성 궤도에 대해 확연히 기울어져 있을 때 발생한다. 로시터-맥래플린 효과 측정을 통해 이 해석의 신빙성이 더해진다. b의 궤도를 코자이 기구로 설명 가능하다면, 앞의 이론으로부터 b의 궤도가 항성의 자전축에 대해 확연히 기울어져 있을 것으로 추측할 수 있다.
이렇게 이심률이 극도로 높기 때문에 행성과 항성의 거리는 가까울 때는 0.03 천문단위부터 멀어질 때는 0.88 천문단위까지 떨어진다. 원일점에서는 지구와 비슷한 일사량을 받는 반면, 가까워질 때 일사량은 멀어질 때의 800배에 이른다. 2009년 HD 80606 b가 항성을 가리는 현상이 관측되었는데, 이때 행성이 항성과 가장 가까워졌을 때(근일점)의 행성 표면 온도를 잴 수 있었다. 그 결과 행성 상층 대기 온도는 6시간만에 약 800켈빈(섭씨 500도, 화씨 1,000도)부터 약 1,500켈빈(섭씨 1,200도, 화씨 2,200도)까지 올라갔다.

## 기후
HD 80606 b는 항성과 가까워지거나 멀어지면서 극심한 기후 변화를 보여준다. 컴퓨터 시뮬레이션 결과 b는 한 시간만에 대기 온도가 섭씨 555도(화씨 1,000도)가 상승하였다. 이처럼 급격한 온도 변화 때문에 음속보다 빠르게 부는 바람과 함께 ‘충격파 돌풍’이 발생한다.